# Phare d'Holtenau
Le phare d'Holtenau (en allemand : Leuchtturm Holtenau) est un phare actif situé sur le canal de Kiel, dans la ville-arrondissement de Kiel (Schleswig-Holstein), en Allemagne.
Il est géré par la GDWS ASt Nord (Generaldirektion Wasserstraßen und Schifffahrt-Außenstelle Nord), qui exploite le canal de Kiel et d'autres canaux et rivières du nord.

## Histoire
Le premier phare marquait l'entrée du canal de l'Eider, prédécesseur du canal de Kiel. Le phare d'Holtenau , mis en service le 21 juin 1895, a été construit sur la rive nord du canal à Kiel-Holtenau, à environ 12 km au nord de Kiel.
Le phare a été largement rénové en 1995 à l’occasion du 100e anniversaire du canal de Kiel. Aujourd'hui, il est entouré d'une zone végétalisée, la structure octogonale de la tour en briques sert également de salle de mariage car il loge un bureau de l'état civil. Le bâtiment inclut aussi un hall commémoratif, le Drei-Kaiser-Gedächtnishalle, en mémoire de Guillaume Ier, qui a inauguré la construction du canal en 1887, Frédéric III, qui a donné le premier coup de pelle en 1888 et Guillaume II, qui a posé la pierre angulaire du phare en 1895.

## Description
Le phare  est une tour cylindrique en brique rouge de 20 m de haut, surmontant une maison de style impérial de deux étages, avec une galerie et une haute lanterne circulaire. La tour est non peinte et la lanterne est noire. Son feu à occultations émet, à une hauteur focale de 22 m, trois éclats blancs et verts, selon la direction, de 2 secondes par période de 12 secondes. Sa portée est de 11 milles nautiques (environ 20 km) pour le feu blanc et 8 milles nautiques (environ 15 km) pour le feu vert.
Identifiant : ARLHS : FED-112 - Amirauté : C1246 - NGA : 3116 .

## Caractéristiques dufeu maritime
Fréquence : 12 secondes (W-G)
- Lumière : 2 secondes
- Obscurité : 1 seconde
- Lumière : 2 secondes
- Obscurité : 1 seconde
- Lumière : 2 secondes
- Obscurité : 4 secondes

|          |
| Le phare |

|          |
| Le phare |

|          |
| Le phare |

|             |
| La lanterne |

### Lien connexe
- Liste des phares en Allemagne